# Севрук, Людвиг Степанович
 Людвиг Степанович Севрук  (1807—1852) — ординарный профессор и декан медицинского факультета Московского университета, статский советник.

## Биография
Родился в дворянской семье в имении Константинове Речицкого уезда Минской губернии. Рано лишился отца, затем — матери; был воспитан старшим братом. Первоначальное образование получил под руководством монахов Бернардинского ордена в Трашкунском училище Виленского учебного округа. В 1823 году поступил в Виленский университет — сначала, по настоянию брата, на юридическое отделение. Через год перешёл на физическое, потом на филологическое и, наконец, на медицинское отделение, курс которого и окончил. Занимался преимущественно анатомией; ещё студентом 4-го курса Севрук состоял помощником прозектора анатомии, в 1831 году был определён ординатором во временный военный госпиталь в помощь профессору Абихту.
Окончил курс (1832), получив степень лекаря I отделения, за особое прилежание к наукам удостоен был денежной награды и позволения защищать диссертацию без предварительных экзаменов. Также он был назначен помощником прозектора анатомии Виленской медико-хирургической академии; работал врачом в больнице Св. Иакова в Вильне, состоявшую в заведовании монахинь — сестер милосердия, устроенную для хронических, венерических больных и для рожениц.
В 1833 году Севрук занял штатное место оператора (хирурга) и акушера в еврейской виленской больнице, где также заведовал отделениями венерических и хронических больных. В 1834 году он был назначен преподавателем патологической анатомии Виленской медико-хирургической академии, а в следующем году утверждён в должности адъюнкта по этой кафедре. Одновременно, в 1837 году он был утверждён в должности прозектора анатомии человеческого тела, а также преподавал частную терапию. В 1838 году защитил диссертацию и был избран в члены Императорского Виленского медицинского общества, а в следующем году имел надзор над анатомическим театром и кабинетом и преподавал все части анатомии.
В 1840 году перемещён на медицинский факультет Московского университета — исправляющим должность ординарного профессора по кафедре анатомии человеческого тела; в 1842 году утверждён в должности. В 1844 году избран членом Варшавского врачебного общества. В 1846 году определён консультантом при московской больнице чернорабочих, в 1848 году назначен старшим врачом и затем неоднократно исправлял обязанности главного врача этой больницы.
В 1848 году он был также назначен консультантом при московской Мариинской больнице (до 1851), определен деканом медицинского факультета московского университета и избран членом Шведского общества врачей в Стокгольме. Несмотря на служебные обязанности по двум больницам и обширную частную практику, Севрук находил время еженедельно уделять 15 часов и университету. Он читал описательную анатомию здорового человеческого тела, общую анатомию с микрографиею, патологическую анатомию с трупоисследованием в госпитале и, кроме того, вёл практические занятия со студентами по анатомическим демонстрациям на трупах.
Умер Севрук в Москве 21 июня (3 июля) 1852 года, от холеры — заразился в больнице для чернорабочих.

## Из воспоминаний
На первой неделе поста — в феврале 1845 года, числа не помню, — я выдержал экзамен из анатомии, экзамен самый трудный и самый грозный, потому что профессор анатомии, Людвиг Степанович Севрук, был человек весьма требовательный, так что благополучно оконченный экзамен из анатомии считался равносильным получению диплома, и по сдаче этого экзамена студенты всегда поздравляли друг друга с окончанием курса. Не могу не упомянуть хоть вкратце об этом достойном, добросовестном ученом и отличном профессоре, моем бывшем учителе. Он был переведен на место умершего Эймброта из закрытого Виленского университета и, как природный поляк, не пользовался особенной популярностью между студентами, чему, впрочем, главной причиной была его требовательность. Лекции его на прекрасном латинском языке были крайне поучительны, по той собственно причине, что он всячески старался возбудить любовь к науке и внимание слушателей всегдашней готовностью повторить сказанное, и указать на препарат. Кабинет его не был закрытым ни для кого из студентов, желавших навести какую-либо справку, относящуюся к его предмету. В анатомическом театре, где был прозектором Александр Александрович Шмид, Севрук бывал почти ежедневно и, присматриваясь к препарирующим студентам, давал им советы, указывал на приемы и всячески старался поощрять к основательному изучению анатомии. Правда, он всегда был серьезен, не особенно ласков, но при всем том было видно желание его расположить к изучению преподаваемого им предмета.